# دیوید گورملی
دیوید گورملی (انگلیسی: David Gormley؛ زادهٔ ۱۰ مهٔ ۱۹۸۸) بازیکن فوتبال اهل بریتانیا است.
از باشگاه‌هایی که در آن بازی کرده است می‌توان به باشگاه فوتبال الوآ اتلتیک، باشگاه فوتبال کلاید، و باشگاه فوتبال ایر یونایتد اشاره کرد.